# Sphaerodactylus underwoodi
Sphaerodactylus underwoodi — вид геконоподібних ящірок родини Sphaerodactylidae. Ендемік Островів Теркс і Кайкос. Вид названий на честь британського герпетолога Гарта Андервуда (1919–2002).

## Поширення і екологія
Sphaerodactylus underwoodi мешкають на островах Теркс, зокрема на острові Гранд-Терк. Вони живуть в сухих чагарникових заростях, переважно серед скель на краю пляжів, трапляються в садах і поблизу людських поселень. Відкладають яйця.